# Муссолини, Витторио
Витто́рио Муссоли́ни (итал. Vittorio Mussolini; 27 сентября 1916, Милан, Италия — 12 июня 1997, Рим, Италия) — итальянский кинокритик и кинодеятель. Он был вторым сыном Бенито Муссолини, но первым — от брака с его второй женой Ракеле Муссолини.

## Биография
Витторио Муссолини родился в Милане, Ломбардия, Королевство Италия (Regno d’Italia). Он женился на Орсоле Буволи Муссолини, которая была на два года старше его. В январе 1938 года Витторио и его жена объявили о рождении первого ребёнка: сына Гвидо Муссолини, который родился в Риме.
В дополнение к работе в кино Витторио проходил службу в звании лейтенанта в итальянских Королевских ВВС. Он принимал участие в боевых действиях во время Второй итало-эфиопской войны, Гражданской войны в Испании и Второй мировой войне. В Эфиопии он и его младший брат Бруно были в одном экипаже бомбардировщика. В отличие от своего брата Витторио не считался серьёзным пилотом.
Витторио Муссолини писал сценарии под псевдонимом Тита Сильвио Мурсино и руководил итальянской киноиндустрией как своей вотчиной. Поскольку мало какой фильм мог быть запущен без одобрения Муссолини, в его проектах были заняты некоторые известные в будущем режиссёры — Феллини, Росселлини, Антониони. Так, на основе биографической истории, рассказанной Витторио, Антониони написал сценарий, а Росселлини снял в 1942 году фильм «Пилот возвращается» (Un pilota ritorna). Феллини же вместе с Витторио работали над сценарием незаконченного фильма «Рыцари пустыни» (I cavalieri del deserto).
Фильм Витторио «Пилот Лучано Серра» победил на Венецианском фестивале 1938 года (вместе с лентой Лени Рифеншталь «Олимпия»).
После окончания войны Витторио Муссолини эмигрировал в Аргентину, а затем возвратился в Италию. Витторио короткое время занимался фотографией, а затем стал редактором журнала «Кинофильм» и был связан с киностудией «Чинечитта».
Витторио Муссолини умер 12 июня 1997 года в возрасте 80 лет в римской клинике после продолжительной болезни.

## Труды
Витторио Муссолини — автор вышедшей в 1973 г. книги о женщинах в жизни своего отца под названием Mussolini: the Tragic Women in His Life (Муссолини. Трагические женщины в его жизни).